# Anne L'Huillier
Anne Geneviève L'Huillier Wahlström (født 16. august 1958) er en fransk-svensk fysiker og professor i atomfysik ved Lunds Universitet. Hun er leder af en attosekundfysikergruppe, der studerer elektroners bevægelse i realtid, hvilket er med til at give forståelse af kemiske reaktioner på atomniveau. I 2003 lykkedes det hende og hendes gruppe at sætte ny verdensrekord for mindste laserpuls med 170 attosekunder. Hun har vundet en række betydningsfulde priser som Wolf-prisen i fysik i 2022 og Nobelprisen i fysik i 2023.